# الإرسال المتعدد بتقسيم الاستقطاب
الإرسال المتعدد بتقسيم الاستقطاب هي طريقة الطبقة الفيزيائية للإرسال المتعدد للإشارات المحمولة على الموجات الكهرومغناطيسية، ما يسمح بنقل قناتين من المعلومات على نفس تردد الموجة الحاملة باستخدام موجات من حالتي الاستقطاب المتعامد. يُستخدم في وصلات الموجات الميكروية مثل الوصلات الهابطة للتلفزيون الفضائي لمضاعفة عرض النطاق الترددي باستخدام اثنين من هوائيات التغذية متعامدة الاستقطاب في أطباق الأقمار الصناعية. كما أنه يُستخدم في اتصالات الألياف الضوئية عن طريق إرسال حزم ضوئية مستقطبة دائريًا إلى اليمين واليسار من خلال نفس الليف الضوئي.

## الإرسال الراديوي
لطالما استُخدمت تقنيات الاستقطاب في الإرسال الراديوي لتقليل التداخل بين القنوات، خاصةً عند الترددات العالية جدًا وما فوقها.
في بعض الظروف، يمكن مضاعفة معدل بيانات الوصلة اللاسلكية عن طريق إرسال قناتين منفصلتين من الموجات الراديوية على نفس التردد، باستخدام الاستقطاب المتعامد. على سبيل المثال، في وصلات الموجات الميكروية الأرضية بنمط نقطة إلى نقطة، يمكن أن يتكون هوائي الإرسال من هوائيين للتغذية؛ هوائي تغذية عمودي ينقل الموجات الميكروية بمجالها الكهربائي العمودي (الاستقطاب العمودي)، وهوائي التغذية الأفقي الذي ينقل الموجات الميكروية على نفس التردد بالمجال الكهربائي الأفقي (الاستقطاب الأفقي).  يمكن استقبال هاتين القناتين المنفصلتين بواسطة هوائيات تغذية عمودية وأفقية في محطة الاستقبال. بالنسبة للاتصالات بواسطة الأقمار الصناعية، غالبًا ما يُستخدم الاستقطاب الدائري المتعامد بدلًا من ذلك، (مثلًا إلى اليمين واليسار)، حيث لا يتغير الاستشعار بالاستقطاب الدائري بواسطة التوجيه النسبي للهوائي في الفضاء.
يتكون النظام ثنائي الاستقطاب عادةً من جهازي إرسال مستقلين، يمكن توصيل كلًا منهما عن طريق دليل الموجة أو الخطوط الكهرومغناطيسية المستعرضة تي إي إم (مثل الكابلات المحورية أو الشريطية أو الشبه كهرومغناطيسية المستعرضة كالكابلات الشريطية الميكروية) إلى هوائي أحادي الاستقطاب لإتمام عمله القياسي. على الرغم من أنه يمكن استخدام هوائيين منفصلين من النمط أحادي الاستقطاب من أجل الإرسال المتعدد بتقسيم الاستقطاب (أو تغذيتين متجاورتين في هوائي عاكس)، يمكن تحقيق إشعاع حالتين منفصلتين من حالات الاستقطاب بسهولة في كثير من الأحيان عن طريق هوائي واحد ثنائي الاستقطاب.
عندما يكون للمرسل وصلة دليل موجي بينية، عادةً ما تكون مستطيلة من أجل أن تكون في منطقة أحادية النمط عند تردد التشغيل، فإن الهوائي ثنائي الاستقطاب مع منفذ دليل موجي دائري (أو مربع) يُعتبر العنصر المشع المُختار لأنظمة الاتصالات الحديثة. هناك حاجة إلى منفذ الدليل الموجي الدائري أو المربع بحيث يدعم وضعين منحرفين على الأقل. لذلك يجب إدخال مكون مخصص في مثل هذه المواقف لدمج إشارتين منفصلتين مستقطبتين في واجهة مادية ثنائية الاستقطاب، وهي محول طاقة بنمط متعامد (أو إم تي).
إذا كان لجهاز الإرسال موصلات خرج تي إي إم أو شبه تي إي إم، فبدلًا من ذلك، يقدم هوائي ثنائي الاستقطاب موصلات منفصلة (مثلًا هوائي رقعة مربعة مطبوعة بنقطتي تغذية)، ويضمّن وظيفة محول الطاقة بنمط متعامد عن طريق وسائل تحويل إشارتي التنبيه إلى حالات الاستقطاب المتعامد بشكلٍ جوهري.
وبالتالي تحمل الإشارة ثنائية الاستقطاب تدفقين مستقلين من البيانات إلى هوائي الاستقبال، والذي يمكن أن يكون هو نفسه أحادي الاستقطاب، لاستقبال أحد التدفقين فقط في كل مرة، أو نموذج ثنائي الاستقطاب، لترحيل إشارتها المستقبلة مرةً أخرى إلى اثنين من موصلات الخرج أحادية الاستقطاب (عبر محول طاقة بنمط متعامد إذا كانت ضمن الدليل الموجي).
يكمن أساس النظام ثنائي الاستقطاب المثالي في التعامد الكامل لحالتي الاستقطاب، وأي من الوصلات البينية أحادية الاستقطاب في جهاز الاستقبال لا تحتوي نظريًا إلا على الإشارة التي يُراد إرسالها بواسطة الاستقطاب المرغوب، وبالتالي لا يحدث أي تداخل ويسمح بتجميع تدفقَي البيانات وفك تجميعهما بشفافية دون حدوث أي إخفاق بسبب تواجدهما مع بعض.
تتضمن الشركات التي تعمل على تكنولوجيا بّي دي إم التجارية سياي ميكرو إلكترونيكا وهواوي وألكاتل-لوسنت.
تحتوي بعض أنواع الأجهزة الراديوية ذات الموجات الميكروية الخارجية على محولات طاقة متكاملة تعمل عند الاستقطابين من وحدة راديوية واحدة، ما يؤدي إلى إلغاء تداخل الاستقطاب المتقاطع (إكس بّي آي سي) داخل الوحدة الراديوية نفسها. وبدلًا من ذلك، يمكن تضمين محول الطاقة بنمط متعامد في الهوائي، والسماح بتوصيل أجهزة راديوية منفصلة، أو منافذ منفصلة للراديو نفسه، إلى الهوائي.